# Charitas Brader

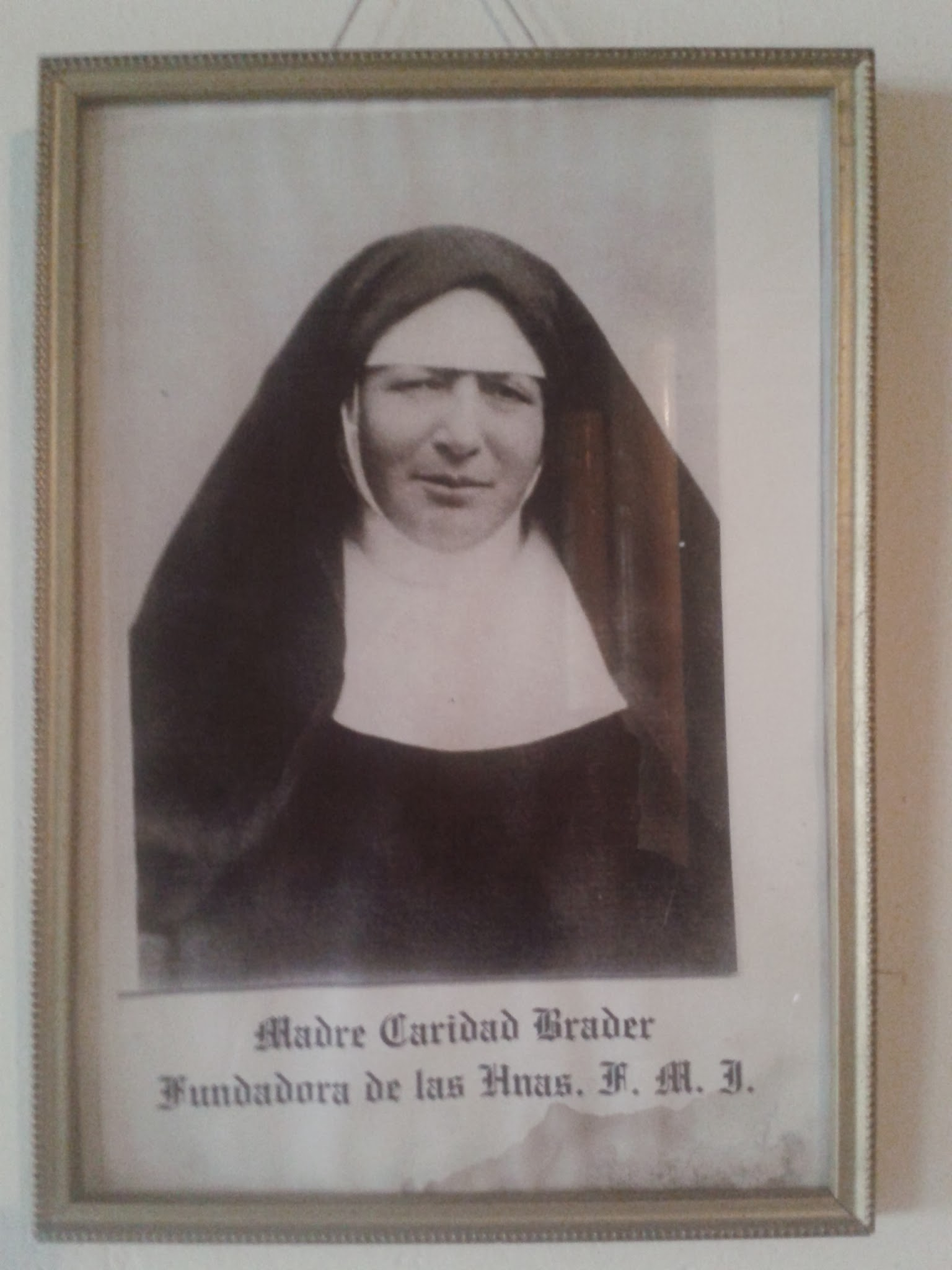
Charitas Brader (Maria Josefa Karolina Brader)

Charitas Brader, auch Maria Josefa Karolina Brader, (* 14. August 1860 in Kaltbrunn SG; † 27. Februar 1943 in Pasto, Kolumbien) war eine in Lateinamerika tätige Ordens-Gründerin aus der Schweiz. Sie wurde 2003 selig gesprochen.

## Leben

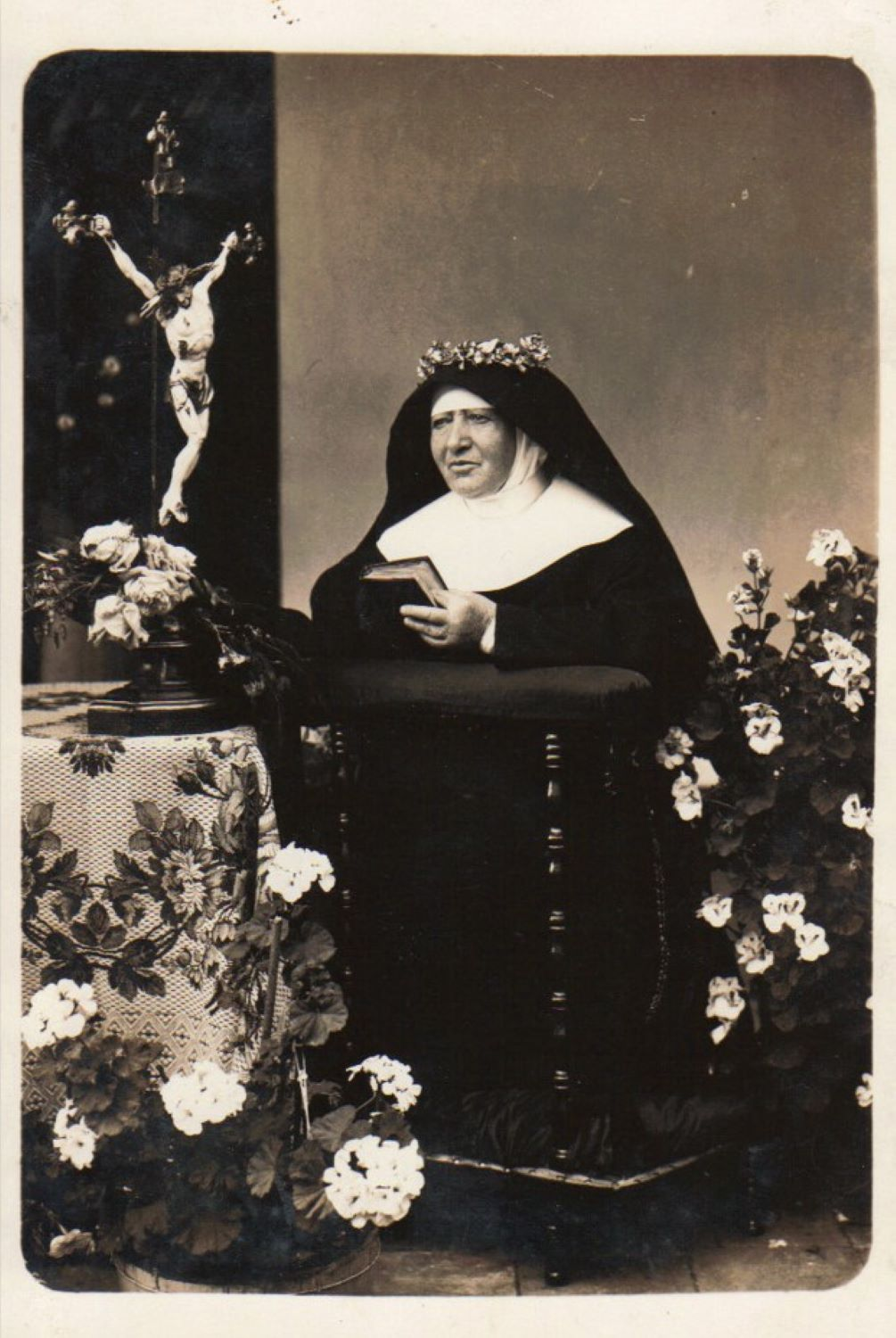
Charitas Brader an einem Festtag

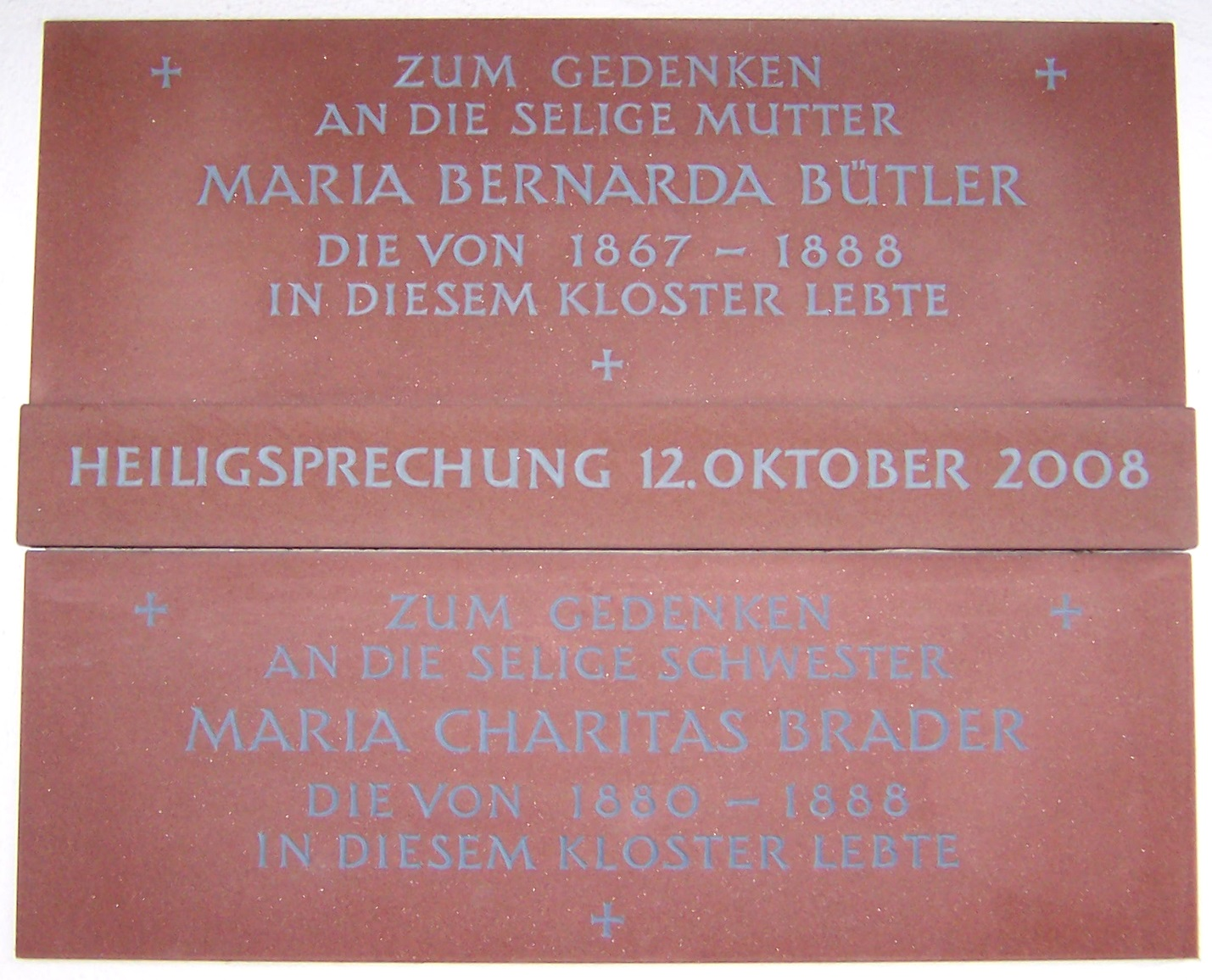
Gedenktafeln für die Hl. Maria Bernarda Bütler und Charitas Brader in Altstätten

Maria Josefa Karolina war die Tochter der Karolina geborene Zahner und des Bäckers Sebastian Brader. Als Maria Josefa Karolina noch ein kleines Kind war, wanderte ihr Vater nach Amerika aus, vielleicht mit der Absicht, später Frau und Kind nach Amerika zu holen. Aber er konnte sich aus unbekanntem Grund nicht mehr zurückmelden und gilt seit 1888 als verschollen. Die Mutter musste durch ihre Arbeit den Lebensunterhalt für zwei Personen verdienen. Ihr war es sehr wichtig, dass ihre Tochter eine gute Ausbildung machen konnte. Maria Josefa Karolina erhielt eine gute Allgemeinbildung bei den Kapuzinerinnen Maria Hilf in Altstätten, den Benediktinerinnen zu St. Andreas in Sarnen und der Visitation in Freiburg, trat 1880 in das Kloster Maria Hilf in Altstätten ein (1881 Ordensgelübde).
Zunächst Lehrerin, liess sie sich 1888 mit sechs Mitschwestern (u. a. Maria Bernarda Bütler) in Chone (Ecuador), 1893 in Túquerres (Kolumbien) nieder. Brader errichtete mit Hilfe zahlreicher Schweizerinnen v. a. aus der Stadt St. Gallen Schulen, Spitäler und Sozialzentren. Die von ihr gegründete Gemeinschaft (Missionsfranziskanerinnen von Maria Immakulata) erhielt 1915 die bischöfliche, 1935 die päpstliche Anerkennung (Diözese Pasto) und zählte 1995 etwa 700 Mitglieder. 1927 wurde das erste Mutterhaus des Ordens in den Süden Kolumbiens, nach Pasto, verlegt. Von dort aus breitete sich die Gemeinschaft in ganz Lateinamerika und darüber hinaus aus.
Als Generaloberin leitete Brader die Kongregation von 1893 bis 1919 und von 1928 bis 1940. In diesem Jahr erklärte sie, keine weitere Wiederwahl mehr anzunehmen.
Bald nach ihrem Tod begannen Gläubige ihr Grab zu besuchen und um Fürsprache zu flehen. Mutter Caridad soll auch wiederholt Beistand und Hilfe geleistet haben. Betroffene berichten, wie nach Bittrufen zu Mutter Charitas als unheilbar diagnostizierte Krankheiten geheilt worden seien. Nachdem der Vatikan eine wundersame Heilung anerkannt hatte, wurde sie am 23. März 2003 in Rom selig gesprochen.
In der Schweiz wird sie vor allem in Kaltbrunn verehrt, wo eine Reliquie in der Pfarrkirche steht und wo immer am 27. Februar ein Gottesdienst oder eine Gebetszeit zu Ehren der seligen Charitas gefeiert wird. Intensiv verehren sowohl Franziskanerinnen wie Laien die selige Charitas in Kolumbien, wo in Pasto ihr Grab ist.